# Colletes bicolor
Colletes bicolor är en biart som beskrevs av Smith 1879. Colletes bicolor ingår i släktet sidenbin, och familjen korttungebin. Inga underarter finns listade i Catalogue of Life.